# 米哈乌·达谢克
米哈乌·达谢克（波蘭語：Michał Daszek，1992年6月27日—），生于特切夫，波兰男子手球运动员。他曾代表波兰国家队参加2016年夏季奥林匹克运动会男子手球比赛，获得第4名。